# Saboia
A Saboia ou Savoia (em franco-provençal:  Savouè; em francês:  Savoie; em italiano:  Savoia) é uma região cultural em Ródano-Alpes, na França. É composta, aproximadamente, pelo território dos Alpes Ocidentais, entre o Lago de Genebra, no norte, e Dauphiné, ao sul.
A região histórica emergiu como um feudo da Casa de Saboia, durante os séculos XI e XIV. O território histórico é compartilhado entre os países modernos da França, Itália e Suíça. Instalado por Rodolfo III da Borgonha, oficialmente em 1003, a Casa de Saboia tornou-se a casa real que sobreviveu por mais tempo na Europa. Ele governou o Condado de Saboia em 1416 e, em seguida, o Ducado de Saboia (1416-1714).
O território da Saboia foi anexado à França em 1792 sob a Primeira República Francesa, antes de ser devolvido ao Reino do Piemonte-Sardenha em 1815. A região, juntamente com o Condado de Nice, foi finalmente anexada ao território francês por um plebiscito em 1860, no âmbito do Segundo Império Francês, como parte de um acordo político (Tratado de Turim) mediado entre o imperador francês Napoleão III e o rei Victor Emanuel II do Reino da Sardenha, que iniciou o processo de unificação da Itália. A dinastia de Victor Emanuel, a Casa de Saboia, manteve as suas terras italianas do Piemonte e da Ligúria e tornou-se a dinastia governante da Itália.